# نیکی بلوند
نیکی بلوند (به انگلیسی: Nikky Blond) یک بازیگر پورنوی مجارستانی است. وی کار خود را در صنعت پورن در حدود سال ۱۹۹۹ و با شرکت در بیش از ۱۰۰ فیلم شروع کرد.

## جایزه‌ها
- ۲۰۰۴ جایزه ونوس٫ برنده جایزه بهترین بازیگر زن مجارستان